# Elonka Dunin
Elonka Dunin (/ɪˈlɒŋkə ˈdʌnɪn/; nacida el 29 de diciembre de 1958) es una desarrolladora de videojuegos y criptóloga estadounidense. Dunin trabajó en Simutronics Corp. en St. Louis, Missouri, de 1990 a 2014, y en 2015 fue productora senior en Black Gate Games en Nashville, Tennessee. Es presidenta emérita y una de las fundadoras del grupo de juegos en línea de la Asociación Internacional de Desarrolladores de Juegos (IGDA), ha contribuido o ha sido editora en jefe de múltiples libros blancos sobre el estado de la industria de la IGDA, y fue una de las directoras de la Global Game Jam de 2011 a 2014. A partir de 2020 trabaja como consultora de gestión en Accenture.
Dunin ha publicado un libro de ejercicios sobre criptografía clásica y mantiene sitios web relacionados con la criptografía sobre temas como Kryptos, una escultura de la Agencia Central de Inteligencia que contiene un mensaje cifrado, y otro sobre los códigos más famosos del mundo sin resolver. Ha dado varias conferencias sobre el tema de la criptografía y, según la serie de la PBS NOVA scienceNOW, es "generalmente considerada la principal experta en criptos del mundo". En 2010, el autor de superventas Dan Brown dio su nombre a un personaje, Nola Kaye, en su novela El símbolo perdido, en forma de anagrama.

## Primeros años y educación
Dunin nació en Santa Mónica, California, el mayor de los dos hijos de Stanley Dunin, un matemático polaco-americano, y Elsie Ivancich, una etnóloga croata-americana de la UCLA.
Dunin se graduó en 1976 en la University High School y se matriculó en la UCLA, pero abandonó los estudios al final de su primer año.
Dunin se alistó en las Fuerzas Aéreas de Estados Unidos y trabajó como técnico de aviónica en la RAF de Mildenhall (Reino Unido) y en la base aérea de Beale (California). Tras decidir no volver a alistarse, estudió electrónica digital en el Yuba College -un colegio comunitario de dos años-, pero no obtuvo ningún título.

## Carrera

### Juegos on-line
En la década de 1980, se involucró en la creciente cultura de las BBS. En 1989, mientras trabajaba como secretaria legal temporal en Los Ángeles, este interés se solapó con los primeros juegos multijugador, como British Legends en CompuServe y GemStone II de Simutronics en GEnie.
En 1990, Dunin se trasladó a San Luis y empezó a trabajar para la empresa de juegos en línea Simutronics. Simutronics lanzó su propio sitio web, play.net, en 1997, con Dunin como director general de juegos en línea, gestionando la comunidad en línea de Simutronics. Dunin fue directora de producto de GemStone III, productora ejecutiva del juego multijugador Alliance of Heroes, basado en Hércules y Xena: la Princesa Guerrera, y trabajó en diversas funciones de producción y desarrollo en la mayoría de los demás productos de Simutronics, como CyberStrike, Modus Operandi, DragonRealms, HeroEngine, Fantasy University y Tiny Heroes. Es miembro fundador del SIG de juegos en línea de la Asociación Internacional de Desarrolladores de Juegos y ha editado cuatro de sus libros blancos anuales sobre diversos aspectos de la industria de los juegos en línea, como "Web and Downloadable Games" y "Persistent Worlds".

#### Juegos
Dunin ocupó diversos puestos de producción y desarrollo durante sus 24 años en Simutronics. Entre los juegos en los que trabajó se encuentran:
- GemStone III
- GemStone IV
- DragonRealms
- CyberStrike
- CyberStrike II
- Alliance of Heroes (originally Hercules & Xena: Alliance of Heroes)
- Modus Operandi
- Orb Wars
- Fantasy University
- Tiny Heroes

### Criptografía

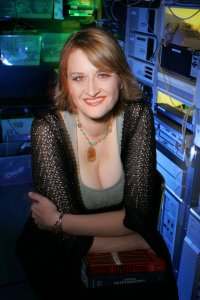
En St. Louis, 2006

Dunin ha escrito libros y artículos sobre criptografía, y ha sido entrevistado en radio y televisión sobre temas relacionados, como Kryptos, el Código Smithy y las notas cifradas de Ricky McCormick. En una entrevista con GIGnews.com, Dunin dijo que en el año 2000 descifró el Código PhreakNIC v3.0, un rompecabezas criptográfico amateur creado por un grupo de hackers, y que esto lanzó su interés público por los cifrados de alto nivel. Debido a la ubicación de Kryptos en terrenos de la CIA, el acceso físico a la escultura está restringido. Según Wired News, en 2002, Dunin hizo una presentación a los analistas de la CIA sobre esteganografía y Al-Qaeda, y "en 2002, Dunin fue una de las pocas afortunadas que vio [Kryptos] en persona", y "también hizo calcos del texto". A partir de su visita, puso en marcha lo que se convirtió en un sitio web exhaustivo sobre la escultura, y también se convirtió en co-moderadora de un grupo de Yahoo que intenta descifrar los mensajes cifrados de la escultura. En 2003, Dunin organizó un equipo que resolvió los cifrados de la escultura hermana de Kryptos, el Proyector Cirílico.
Cuando el escultor de Kryptos, Jim Sanborn, decidió publicar información sobre un error en la escultura en 2006, se puso en contacto con Dunin para hacer el anuncio. En julio de 2007, Dunin apareció en el programa de PBS NOVA scienceNOW, como experto en Kryptos, y en 2009, contribuyó con dos artículos sobre la escultura para el libro Secrets of The Lost Symbol: The Unauthorized Guide to the Mysteries Behind The Da Vinci Code Sequel, un libro que acompaña a la novela del autor Dan Brown El Símbolo Perdido. Dunin había ayudado a Brown en la investigación de la novela, y Brown le puso su nombre a un personaje de la novela. El personaje "Nola Kaye" es una forma anagramada de "Elonka".
En 2006, Dunin recopiló un libro con varios cientos de ejercicios de criptografía clásica, que se publicó en Estados Unidos como The Mammoth Book of Secret Codes and Cryptograms, y en el Reino Unido como The Mammoth Book of Secret Code Puzzles. El libro también incluye algunos detalles sobre varios códigos no resueltos, como el Kryptos.
En 2013, en respuesta a una solicitud de la Ley de Libertad de Información por parte de Dunin, la NSA publicó documentos que muestran que la NSA se involucró en los intentos de resolver el rompecabezas Kryptos en 1992, tras un desafío de Bill Studeman, subdirector de la CIA. Los documentos muestran que en junio de 1993, un pequeño grupo de criptoanalistas de la NSA había logrado resolver las tres primeras partes de la escultura.

## Hablar en público
Dunin ha dado charlas sobre Kryptos y el Proyector Cirílico en el Simposio de Historia Criptológica de la Agencia Nacional de Seguridad, Def Con, Shmoocon, Notacon, PhreakNIC y Dragon*Con, y también ha dado conferencias en la Conferencia Internacional de Desarrolladores de Juegos. Ha sido invitada a ser copresentadora del webcast Binary Revolution en tres ocasiones. En octubre de 2012, fue la invitada de honor en Archon.

## Trabajos y publicaciones
- (Editor) IGDA Juegos On-line Papel Blanco, 2002. PDF
- (Editor) IGDA Juegos On-line Papel Blanco, 2003. PDF
- (Editor) IGDA Web & Juegos Descargables Papel Blanco, 2004. PDF
- (Editor-en-jefe) IGDA Mundos Persistentes Papel Blanco, 2004. PDF
- Dunin, Elonka (April 2006). The Mammoth Book of Secret Codes and Cryptograms. New York, United States: Carroll & Graf. ISBN 978-0-7867-1726-2.
- Dunin, Elonka (April 2006). The Mammoth Book of Secret Code Puzzles. London, United Kingdom: Constable & Robinson. ISBN 978-1-84529-325-3.
- Dunin, Elonka (2009). «Kryptos: The Unsolved Enigma».  En Daniel Burstein; Arne de Keijzer, eds. Secrets of the Lost Symbol: The Unauthorized Guide to the Mysteries Behind The Da Vinci Code Sequel. Harper Collins. pp. 319–326. ISBN 978-0-06-196495-4.
- Dunin, Elonka (2009). «Art, Encryption, and the Preservation of Secrets: An interview with Jim Sanborn».  En Daniel Burstein; Arne de Keijzer, eds. Secrets of the Lost Symbol: The Unauthorized Guide to the Mysteries Behind The Da Vinci Code Sequel. Harper Collins. pp. 294–300. ISBN 978-0-06-196495-4.
- Dunin, Elonka and Schmeh, Klaus (2020). Codebreaking: A Practical Guide. Little, Brown. ISBN 978-1472144218.